# Vieille France
Vieille France est une expression française qui désigne, selon le contexte, un attachement aux valeurs, aux traditions ou aux manières anciennes, ou encore un style jugé conservateur, désuet ou nostalgique. Elle peut avoir une connotation élogieuse (raffinement, courtoisie, authenticité) ou péjorative (ringardise, immobilisme, passéisme).

## Étymologie et origine
L’expression apparaît dès le XIXe siècle dans la littérature et la presse françaises. Elle est issue de l’adjectif vieux/vieille appliqué à « France » au sens culturel et historique, pour désigner un mode de vie antérieur à la modernité industrielle et républicaine. L’idée implicite est celle d’une France « d’avant », soit idéalisée, soit considérée comme dépassée.

## Usages

### Sens général
- Élogieux : évoque un raffinement ancien, des manières polies, un attachement au patrimoine, à la gastronomie ou à l’art de vivre « à la française ».
- Péjoratif : désigne une mentalité jugée rétrograde, une bureaucratie lourde, un urbanisme figé, ou un goût jugé démodé.

### Exemples littéraires
- Albert Duruy 1886 emploie l’expression pour évoquer des attitudes traditionnelles face au progrès.
- Elsa Triolet 1944 met en scène un personnage aux manières de « vieille France », symbole d’un monde ancien.
- Rémy de Gourmont 1900 dans Contes de la vieille France associe l’expression à un imaginaire littéraire et patrimonial.

### Usages politiques et culturels
- Titre d’un journal nationaliste, La Vieille France, dirigé par Urbain Gohier à partir de 1916, marquant l’expression d’une pensée conservatrice et anti-moderne.
- Utilisée dans certains discours pour opposer une France « traditionnelle » à la modernité ou à l’influence étrangère.

## Dans la culture populaire
- Romans comme Il m’appelait "Vieille France" (Hélène Millerand) exploitent l’expression dans un contexte sentimental ou nostalgique.
- L’expression est encore employée dans la presse, le cinéma et la conversation courante, souvent sur un ton mi-sérieux mi-humoristique.